# Brian García
Brian Alberto García Carpizo (* 31. Oktober 1997 in León, Guanajuato) ist ein mexikanischer Fußballspieler auf der Position eines Verteidigers, der in der Clausura 2025 mit Deportivo Toluca die mexikanische Fußballmeisterschaft gewann.

## Laufbahn
García erhielt seinen ersten Profivertrag beim Club Tijuana, bei dem er von 2017 bis 2019 unter Vertrag stand, in der höchsten Spielklasse jedoch ohne Einsätze blieb. In den beiden folgenden Jahren holte er sich Spielpraxis bei den unterklassigen Vereinen Deportivo CAFESSA Jalisco und Cimarrones de Sonora, bevor er 2021 einen Vertrag beim Club Necaxa unterschrieb und erstmals zu Einsätzen in der höchsten Spielklasse kam. Im Januar 2023 wechselte García zum Deportivo Toluca FC, mit dem er im Mai 2025 erstmals auch die mexikanische Fußballmeisterschaft gewann.

## Erfolge
- Mexikanischer Meister: Clausura 2025